# Bardowick
Bardowick là một đô thị thuộc ở huyện Lüneburg bang Niedersachsen, Đức. Đô thị này có diện tích 23,25 km². 
Bardowick là thủ phủ của Samtgemeinde ("đô thị tập thể") Bardowick.